# Садаракская равнина
Садаракская равнина (азерб. Sədərək düzü) — наклонная равнина в Садаракском районе Нахичеванской АР, в Азербайджане.
В регионе развито виноградарство.

## География
Садаракская равнина является одной из Приаразских равнин. От Шарурской равнины отделена горами Дагна и Велидаг. На северо-западе граничит с Араратской равниной (Армения).
Равнина сложена из аллювиальных и аллювиально-пролювиальных отложений.